# Olympische Sommerspiele 2024/Hockey – Frauen
Das Hockeyturnier der Frauen bei den Olympischen Spielen 2024 wurde vom 27. Juli bis 9. August 2024 ausgetragen. Insgesamt nahmen 12 Mannschaften teil. Die Niederländerinnen konnten ihre Goldmedaille von den vorherigen Olympischen Spielen in Tokio durch einen 3:1 Shoot-Out im Finale gegen China verteidigen. Die Bronzemedaille gewann Argentinien ebenfalls nach einem 3:1 Shoot-Out im Spiel um Platz 3 gegen Belgien.

## Qualifikation
Frankreich darf als Gastgeber am Turnier teilnehmen. Die weiteren 11 Startplätze wurden über unterschiedliche Turniere vergeben. So gab es kontinentale Ausscheidungen, bei denen die jeweils siegreichen Teams einen Startplatz erringen konnten. Im Januar 2024 wurden zudem zwei Qualifikationsturniere in Valencia und Ranchi ausgetragen, bei denen sich die ersten drei Nationen qualifizieren konnten. Aus den besten zwölf Mannschaften der Weltrangliste verpassten Indien (8.) und Neuseeland (11.) die Qualifikation.

## Spielsystem
Gespielt wird wie in den vorangegangenen Olympischen Spielen in zwei Gruppen mit je sechs Mannschaften. Die Einteilung der Gruppen erfolgte im Januar 2024 nach der Positionierung in der Weltrangliste (in Klammern):
| Gruppe A        | Gruppe A | Gruppe B                | Gruppe B |
| --------------- | -------- | ----------------------- | -------- |
| Niederlande (1) |          | Australien (2)          |          |
| Belgien (4)     |          | Argentinien (3)         |          |
| Deutschland (5) |          | Großbritannien (6)      |          |
| Japan (9)       |          | Spanien (7)             |          |
| China (10)      |          | Vereinigte Staaten (12) |          |
| Frankreich (20) |          | Südafrika (18)          |          |

Nach den Gruppenspielen werden Viertelfinals ausgetragen: der Erste der Gruppe spielt jeweils gegen den Vierten der anderen Gruppe und der Zweite gegen den Dritten. Die Gruppenfünften und -sechsten scheiden aus. Die Sieger der Viertelfinale spielen die Halbfinale, deren Sieger um Gold und Silber, die Verlierer um Bronze. Der genau terminierte Spielplan wurde am 6. März 2024 veröffentlicht.

## Spielplan

### Gruppenphase

#### Gruppe A
| Pl. | Mannschaft  | Sp. | S | U | N | Tore  | Diff. | Pkt. |
| --- | ----------- | --- | - | - | - | ----- | ----- | ---- |
| 1   | Niederlande | 5   | 5 | 0 | 0 | 19:5  | +14   | 15   |
| 2   | Belgien     | 5   | 4 | 0 | 1 | 13:4  | +9    | 12   |
| 3   | Deutschland | 5   | 3 | 0 | 2 | 12:7  | +5    | 9    |
| 4   | China       | 5   | 2 | 0 | 3 | 15:10 | +5    | 6    |
| 5   | Japan       | 5   | 1 | 0 | 4 | 2:15  | −13   | 3    |
| 6   | Frankreich  | 5   | 0 | 0 | 5 | 4:24  | −20   | 0    |

| 27. Juli 2024 20:15 Uhr | Niederlande Jansen (32., 35., 45., 48.) Matla (29.) Burg (50.) | 6:2 (0:0, 1:0, 3:1, 2:1) Spielbericht | Frankreich L’hopital (35.) Le Nindre (46.) | Stade Olympique Yves-du-Manoir, Colombes |

| 28. Juli 2024 10:00 Uhr | Belgien Ballenghien (23.) Englebert (55.) | 2:1 (0:0, 1:0, 0:0, 1:1) Spielbericht | China Chen Ya. (46.) | Stade Olympique Yves-du-Manoir, Colombes |

| 28. Juli 2024 10:30 Uhr | Deutschland Stapenhorst (12.) Lorenz (56.) | 2:0 (1:0, 0:0, 0:0, 1:0) Spielbericht | Japan | Stade Olympique Yves-du-Manoir, Colombes |

| 29. Juli 2024 10:30 Uhr | Japan | 0:5 (0:0, 0:4, 0:0, 0:1) Spielbericht | China Zhong (16.) Li (19.) Ma (23.) Gu (24., 55.) | Stade Olympique Yves-du-Manoir, Colombes |

| 29. Juli 2024 19:45 Uhr | Deutschland Stapenhorst (44.) | 1:2 (0:0, 0:0, 1:0, 0:2) Spielbericht | Niederlande Jansen (50.) Veen (54.) | Stade Olympique Yves-du-Manoir, Colombes |

| 29. Juli 2024 20:15 Uhr | Frankreich | 0:5 (0:2, 0:1, 0:1, 0:1) Spielbericht | Belgien Rasir (7.) Ballenghien (12., 52.) Gerniers (18.) Vanden Borre (37.) | Stade Olympique Yves-du-Manoir, Colombes |

| 31. Juli 2024 12:45 Uhr | Frankreich L’hopital (51.) | 1:5 (0:2, 0:1, 0:0, 1:2) Spielbericht | Deutschland Lorenz (3., 52., 53.) Stapenhorst (11.) Wortmann (28.) | Stade Olympique Yves-du-Manoir, Colombes |

| 31. Juli 2024 17:00 Uhr | Belgien Brasseur (28.) Englebert (29.) Ballenghien (52.) | 3:0 (0:0, 2:0, 0:0, 1:0) Spielbericht | Japan | Stade Olympique Yves-du-Manoir, Colombes |

| 31. Juli 2024 20:15 Uhr | Niederlande Moes (3.) Veen (15.) Verschoor (46.) | 3:0 (2:0, 0:0, 0:0, 1:0) Spielbericht | China | Stade Olympique Yves-du-Manoir, Colombes |

| 1. August 2024 19:45 Uhr | Frankreich | 0:1 (0:1, 0:0, 0:0, 0:0) Spielbericht | Japan Toriyama (12.) | Stade Olympique Yves-du-Manoir, Colombes |

| 2. August 2024 10:00 Uhr | China Dan (36.) Zou (55.) | 2:4 (0:1, 0:2, 1:0, 1:0) Spielbericht | Deutschland Lorenz (12., 49.) Stapenhorst (17., 18.) | Stade Olympique Yves-du-Manoir, Colombes |

| 2. August 2024 12:45 Uhr | Belgien Ballenghien (35.) | 1:3 (0:2, 0:1, 1:0, 0:0) Spielbericht | Niederlande Sanders (6.) Jansen (13.) Verschoor (30.) | Stade Olympique Yves-du-Manoir, Colombes |

| 3. August 2024 10:30 Uhr | Niederlande Jansen (4.) Matla (9., 40.) Burg (14.) Veen (53.) | 5:1 (3:0, 0:1, 1:0, 1:0) Spielbericht | Japan Kobayakawa (23.) | Stade Olympique Yves-du-Manoir, Colombes |

| 3. August 2024 17:00 Uhr | China Li (9., 25.) Chen (16., 55.) Zhong (33.) Zhang (41.) Dan (48.) | 7:1 (1:0, 2:1, 2:0, 2:0) Spielbericht | Frankreich Delemazure (22.) | Stade Olympique Yves-du-Manoir, Colombes |

| 3. August 2024 19:45 Uhr | Deutschland | 0:2 (0:1, 0:1, 0:0, 0:0) Spielbericht | Belgien Struijk (13.) Ballenghien (17.) | Stade Olympique Yves-du-Manoir, Colombes |

#### Gruppe B
| Pl. | Mannschaft         | Sp. | S | U | N | Tore | Diff. | Pkt. |
| --- | ------------------ | --- | - | - | - | ---- | ----- | ---- |
| 1   | Australien         | 5   | 4 | 1 | 0 | 15:5 | +10   | 13   |
| 2   | Argentinien        | 5   | 4 | 1 | 0 | 16:7 | +9    | 13   |
| 3   | Spanien            | 5   | 2 | 1 | 2 | 6:7  | −1    | 7    |
| 4   | Großbritannien     | 5   | 2 | 0 | 3 | 8:12 | −4    | 6    |
| 5   | Vereinigte Staaten | 5   | 1 | 1 | 3 | 5:13 | −8    | 4    |
| 6   | Südafrika          | 5   | 0 | 0 | 5 | 4:10 | −6    | 0    |

| 27. Juli 2024 19:45 Uhr | Argentinien Sánchez Moccia (18.) Gorzelany (29.) Jankunas (44.) Díaz (47.) | 4:1 (0:0, 2:0, 1:1, 1:0) Spielbericht | Vereinigte Staaten Sessa (33.) | Stade Olympique Yves-du-Manoir, Colombes |

| 28. Juli 2024 12:45 Uhr | Australien Kershaw (16.) T. Stewart (40) | 2:1 (0:1, 1:0, 1:0, 0:0) Spielbericht | Südafrika de Waal (14.) | Stade Olympique Yves-du-Manoir, Colombes |

| 28. Juli 2024 13:15 Uhr | Großbritannien Anslay (4) | 1:2 (1:2, 0:0, 0:0, 0:0) Spielbericht | Spanien L. Barrios (4.) Riera (9.) | Stade Olympique Yves-du-Manoir, Colombes |

| 29. Juli 2024 13:15 Uhr | Spanien García (20.) | 1:1 (0:1, 1:0, 0:0, 0:0) Spielbericht | Vereinigte Staaten Gladieux (14.) | Stade Olympique Yves-du-Manoir, Colombes |

| 29. Juli 2024 17:00 Uhr | Großbritannien | 0:4 (0:0, 0:2, 0:0, 0:2) Spielbericht | Australien Greiner (17.) Arnott (19.) T. Stewart (46.) G. Stewart (52.) | Stade Olympique Yves-du-Manoir, Colombes |

| 29. Juli 2024 17:30 Uhr | Südafrika Louw (15.) de Waal (29.) | 2:4 (1:0, 1:1, 0:0, 0:3) Spielbericht | Argentinien Gorzelany (17., 49., 52.) Jankunas (53.) | Stade Olympique Yves-du-Manoir, Colombes |

| 31. Juli 2024 10:00 Uhr | Argentinien Gorzelany (6.) Trinchinetti (21.) | 2:1 (1:0, 1:0, 0:1, 0:0) Spielbericht | Spanien Riera (34.) | Stade Olympique Yves-du-Manoir, Colombes |

| 31. Juli 2024 10:30 Uhr | Südafrika de Waal (6.) | 1:2 (1:0, 0:1, 0:1, 0:0) Spielbericht | Großbritannien Costello (19.) French (42.) | Stade Olympique Yves-du-Manoir, Colombes |

| 31. Juli 2024 13:15 Uhr | Australien Taylor (3.) Arnott (29.) Brooks (53.) | 3:0 (1:0, 1:0, 0:0, 1:0) Spielbericht | Vereinigte Staaten | Stade Olympique Yves-du-Manoir, Colombes |

| 1. August 2024 17:00 Uhr | Vereinigte Staaten Tamer (8., 29.) | 2:5 (1:1, 1:2, 0:2, 0:0) Spielbericht | Großbritannien Hamilton (4.) Howard (19., 25.) French (35.) Jones (39.) | Stade Olympique Yves-du-Manoir, Colombes |

| 1. August 2024 17:30 Uhr | Spanien Iglesias (15.) | 1:0 (1:0, 0:0, 0:0, 0:0) Spielbericht | Südafrika | Stade Olympique Yves-du-Manoir, Colombes |

| 1. August 2024 20:15 Uhr | Argentinien Casas (10.) Sauze (10.) Granatto (50.) | 3:3 (2:0, 0:0, 0:2, 1:1) Spielbericht | Australien Nobbs (37.) Kershaw (45.+) Williams (60.) | Stade Olympique Yves-du-Manoir, Colombes |

| 3. August 2024 10:00 Uhr | Großbritannien | 0:3 (0:0, 0:0, 0:2, 0:1) Spielbericht | Argentinien Raposo (34.) Albertarrio (35.) Díaz (55.) | Stade Olympique Yves-du-Manoir, Colombes |

| 3. August 2024 12:45 Uhr | Australien Arnott (2.) Kershaw (55.) Nobbs (59.) | 3:1 (1:0, 0:0, 0:1, 2:0) Spielbericht | Spanien Riera (43.) | Stade Olympique Yves-du-Manoir, Colombes |

| 3. August 2024 13:15 Uhr | Vereinigte Staaten Sholder (43.) | 1:0 (0:0, 0:0, 1:0, 0:0) Spielbericht | Südafrika | Stade Olympique Yves-du-Manoir, Colombes |

### Finalrunde
|  | Viertelfinale         | Viertelfinale             |                           |                           | Halbfinale                | Halbfinale |  |  | Finale                    | Finale                    |
|  |                       |                           |                           |                           |                           |            |  |  |                           |                           |
|  | 5. August 2024, 17:30 |                           |                           |                           |                           |            |  |  |                           |                           |
|  | Niederlande           | 3                         |                           |                           |                           |            |  |  |                           |                           |
|  | Niederlande           | 3                         | 7. August 2024, 14:00 Uhr |                           |                           |            |  |  |                           |                           |
|  | Großbritannien        | 1                         |                           |                           |                           |            |  |  |                           |                           |
|  | Großbritannien        | 1                         | Niederlande               | 3                         |                           |            |  |  |                           |                           |
|  |                       |                           | Niederlande               | 3                         |                           |            |  |  |                           |                           |
|  |                       | Argentinien               | 0                         |                           |                           |            |  |  |                           |                           |
|  | Argentinien           | Argentinien               | 0                         | 1 (2)                     |                           |            |  |  |                           |                           |
|  | Argentinien           |                           |                           | 1 (2)                     |                           |            |  |  |                           |                           |
|  | Deutschland           | 1 (0)                     |                           | 9. August 2024, 20:00 Uhr | 9. August 2024, 20:00 Uhr |            |  |  |                           |                           |
|  | 5. August 2024, 12:30 | 5. August 2024, 12:30     | Niederlande               | 1 (3)                     |                           |            |  |  |                           |                           |
|  | 5. August 2024, 20:00 | 5. August 2024, 20:00     |                           | China                     | 1 (1)                     |            |  |  |                           |                           |
|  | Belgien               | 2                         |                           |                           |                           |            |  |  |                           |                           |
|  | Spanien               | 0                         |                           |                           |                           |            |  |  |                           |                           |
|  | Spanien               | 0                         | Belgien                   | 1 (2)                     |                           |            |  |  |                           |                           |
|  |                       |                           | Belgien                   | 1 (2)                     | Spiel um Platz 3          |            |  |  |                           |                           |
|  |                       | China                     | 1 (3)                     |                           |                           |            |  |  |                           |                           |
|  | Australien            | China                     | 1 (3)                     | 2                         | Argentinien               | 2 (3)      |  |  |                           |                           |
|  | Australien            | 7. August 2024, 19:00 Uhr |                           | 2                         | Argentinien               | 2 (3)      |  |  |                           |                           |
|  | China                 | 3                         |                           | Belgien                   | 2 (1)                     |            |  |  |                           |                           |
|  | China                 | 3                         |                           |                           | 2 (1)                     |            |  |  |                           |                           |
|  | 5. August 2024, 10:00 | 5. August 2024, 10:00     |                           |                           |                           |            |  |  | 9. August 2024, 14:00 Uhr | 9. August 2024, 14:00 Uhr |

#### Viertelfinale
| 5. August 2024 10:00 Uhr | Australien Arnott (10.) Stewart (45.) | 2:3 (1:1, 0:1, 1:1, 0:0) Spielbericht | China Ma (11.) Dan (20.) Zhong (35.) | Stade Olympique Yves-du-Manoir, Colombes |

| 5. August 2024 12:30 Uhr | Argentinien Trinchinetti (59.) | 1:1 (2:0) (0:0, 0:0, 0:0, 1:1) Spielbericht | Deutschland Huse (57.) | Stade Olympique Yves-du-Manoir, Colombes |

| 5. August 2024 17:30 Uhr | Niederlande de Waard (3.) Fokke (30., 46.) | 3:1 (1:0, 1:1, 0:0, 1:0) Spielbericht | Großbritannien French (20.) | Stade Olympique Yves-du-Manoir, Colombes |

| 5. August 2024 20:00 Uhr | Belgien Marien (46.) Englebert (49.) | 2:0 (0:0, 0:0, 0:0, 2:0) | Spanien | Stade Olympique Yves-du-Manoir, Colombes |

#### Halbfinale
| 7. August 2024 14:00 Uhr | Niederlande Fokke (21.) Nunnink (26.) Jansen (35.) | 3:0 (0:0, 2:0, 1:0, 0:0) Spielbericht | Argentinien | Stade Olympique Yves-du-Manoir, Colombes |

| 7. August 2024 19:00 Uhr | Belgien Puvrez (59.) | 1:1 (2:3) (0:0, 0:1, 0:0, 1:0) Spielbericht | China Zou (18.) | Stade Olympique Yves-du-Manoir, Colombes |

#### Spiel um Bronze
| 9. August 2024 14:00 Uhr | Argentinien Gorzelany (22.) Albertarrio (27.) | 2:2 (3:1) (0:1, 2:1, 0:0, 0:0) Spielbericht | Belgien Puvrez (8.) Rasir (27.) | Stade Olympique Yves-du-Manoir, Colombes |

#### Finale
| 9. August 2024 20:00 Uhr | Niederlande Jansen (51.) | 1:1 (3:1) (0:1, 0:0, 0:0, 1:0) Spielbericht | China Chen (6.) | Stade Olympique Yves-du-Manoir, Colombes |